# 大阪メトロサービス
株式会社大阪メトロサービス（おおさかメトロサービス、英: Osaka Metro Services Co., Ltd.）は、大阪市高速電気軌道（Osaka Metro）の子会社である。
2006年11月29日に設立され、財団法人大阪市交通局協力会から事業を譲り受け2007年1月16日に事業を開始した。
2012年4月1日に株式会社交通サービスと合併し、地下鉄部門唯一の外郭団体として経営していた。
2018年4月1日より、大阪市交通局の地下鉄部門（大阪市営地下鉄）を承継したOsaka Metroのグループ会社となった。

## SUBSTA・L-SUBSTA（地下鉄売店）

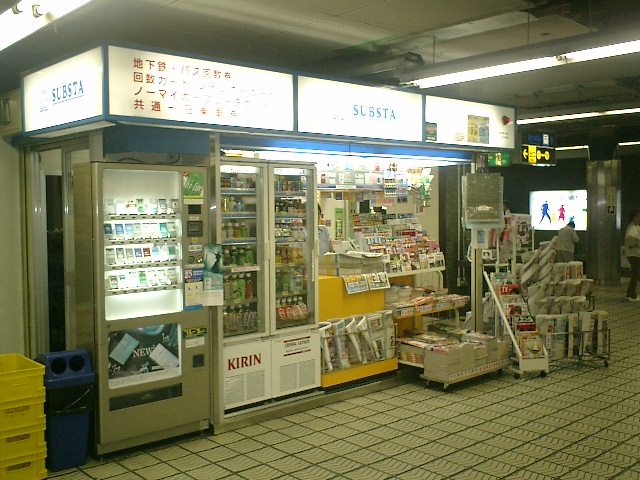
在りし日のSUBSTA（本町駅、現在はファミリーマートとなっている）

かつては大阪市営地下鉄各駅構内の売店である、SUBSTA（サブスタ：小型売店）とL-SUBSTA（エルサブスタ：コンビニ型売店）を運営していたが、2012年7月31日付で大阪市交通局との業務委託契約が終了したことで、全店が閉鎖された。
その後、一部の店舗については同年9月より、ポプラ（市内北部地区を担当）とファミリーマート（本町駅を含む市内南部地区を担当）とのエリアフランチャイズ契約を結び、左記ブランドの各店への転換が行われたが、2017年3月までの契約満了をもって、双方のブランドとの契約更新は行わずフランチャイズ解消となり、2016年11月30日に、新たに全店舗がローソンのフランチャイズになることが決まり、2017年3月現在、一部の店舗では改装工事が行われ、2017年3月28日の4店舗から順次開店させ、同年8月上旬までに44店舗を改装開店する予定。これらの店舗は「ローソンS OSL」（「大阪市営地下鉄沿線内の小型サテライト店舗」の意）のブランドで展開する。

## PiTaPa
Osaka  Metro及び京都市交通局からそれぞれ指定を受け、次のPiTaPaカードを取り扱っている。
| OSAKA PiTaPaの名称・種類 | OSAKA PiTaPaの名称・種類 | 提携先       | クレジット                            |
| ------------------------ | ------------------------ | ------------ | ------------------------------------- |
| OSAKA PiTaPa             | LiTE                     | Osaka Metro  | （なし）                              |
| OSAKA PiTaPa             | VISA                     | Osaka Metro  | 三井住友カード                        |
| OSAKA PiTaPa             | MasterCard               | Osaka Metro  | 三井住友カード                        |
| OSAKA PiTaPa             | JCB                      | Osaka Metro  | トヨタファイナンス （TS CUBICカード） |
| 京都ぷらすOSAKA PiTaPa   | VISA                     | 京都市交通局 | 三井住友カード                        |

## 広告事業
Osaka Metro指定広告代理店として広告事業を行っているが、2021年4月1日から「大阪メトロアドエラ（Osaka Metro ADERA Co., Ltd.）」に分離・独立する。